# 小松ハンナ
小松 ハンナ（こまつ ハンナ、2013年5月4日 - ）は、日本の子役。所属事務所はスマイルモンキー。

## 概要
- フルコンタクト空手で全国大会優勝[2]、トランポリン競技の東京都競技会で第1位[3]の成績を残すなど芸能活動だけでなく、運動神経抜群の子役。代表作であるファイトソングでも空手の腕前を披露している[4]。
- 趣味：体を動かすこと、お絵描き、工作、お料理、スケボー、ピアノ、ダンス
- 特技：空手、トランポリン、器械体操、柔軟、バク転

## 出演

### 映画
- イチケイのカラス（2023年1月13日公開、C&Iエンタテインメント、田中亮監督） - 佐伯悦子（吉田羊）幼少期 役
- アクターズ・ショート・フィルム 3 「Prelude〜プレリュード〜」（2023年2月11日公開、WOWOW、土屋太鳳監督）花島歩架（土屋太鳳）幼少期役

### ドラマ
- ファイトソング（2022年1月 - 3月、TBS）木皿花枝（清原果耶）幼少期 役
- TOKYO VICE 第5話（2022年5月22日、WOWOW） 杉田の娘 役
- イケメン共よ メシを喰え 第10話（2022年9月10日、テレビ大阪・BSテレ東）池田好美（筧美和子） 幼少期 役

### バラエティー番組
- 行列のできる相談所（2022年7月3日、日本テレビ）瑛人の妻あやか 幼少期 役
- ザ!世界仰天ニュース（日本テレビ）
  - （2023年1月3日）- イケメンチェンジ 姉役
  - （2023年1月17日）- 大食い女子企画 細山巴 同級生役

### 子供向け教育番組
- おばけの学校たんけんだん（2020年 - 2021年、NHK Eテレ）レギュラー
- すたあと（2020年10月13日・2021年3月29日、NHK Eテレ）
- 天才てれびくんhello,（2021年4月19日 - 4月21日、NHK Eテレ）#3 まみ（幼少期）役

### CM
- トイザらス「GW スポーツトイフェス」（2019年）
- 世田谷自然食品「グルコサミン+コンドロイチン 全力ぐるぐる体操篇」「ぐるぐる体操 ぐるっともっと!篇」（2020年）
- 明治「明治おいしい牛乳 『おいしいスタート篇』」（2020年）
- manual japan「シシィトリロジー アルコールジェル」（2021年）
- 日本損害保険協会 「地震保険2021「賃貸住まいと地震保険」篇・「マイホームと地震保険」篇・「生活再建と地震保険」篇」（2021年）
- 日本マクドナルド「ハッピーセットトロピカル～ジュ!プリキュア「プリキュアメイクルーム」篇」（2021年）
- ANA「旅からはじまる、新しい毎日へ。」（2022年）
- 日清食品 チキンラーメン「キャベサラダたべるんごのうた 篇」15秒・30秒（2022年）

### WEB
- DJI JAPAN「DJI Osmo Action – 1人称視点の物語 『GIFT – A Christmas Story』『GIFT – Another Story』」（2019年）
- Hyundai Japan 「USPムービー: ヒョンデ【NEXO(ネッソ)】機能紹介」（2020年）
- ラブグラフ「ラブグラフ七五三撮影」（2020年）

### MV
- 新東京 「The summer was 11Hz」（2022年）

### スチール
- ナック -「住宅カタログ HOMA」（2019年）
- ピノキオ - 七五三モデル（2019年）
- 小学館「小学一年生」 - モデルオーディション入賞[5]（2020年）
- 宝島社 「すみっコぐらし×SHIPS（シップス）コラボバッグ」（2020年）
- 東急スポーツオアシス「オアシスキッズ」（2022年）